# Puntius semifasciolatus

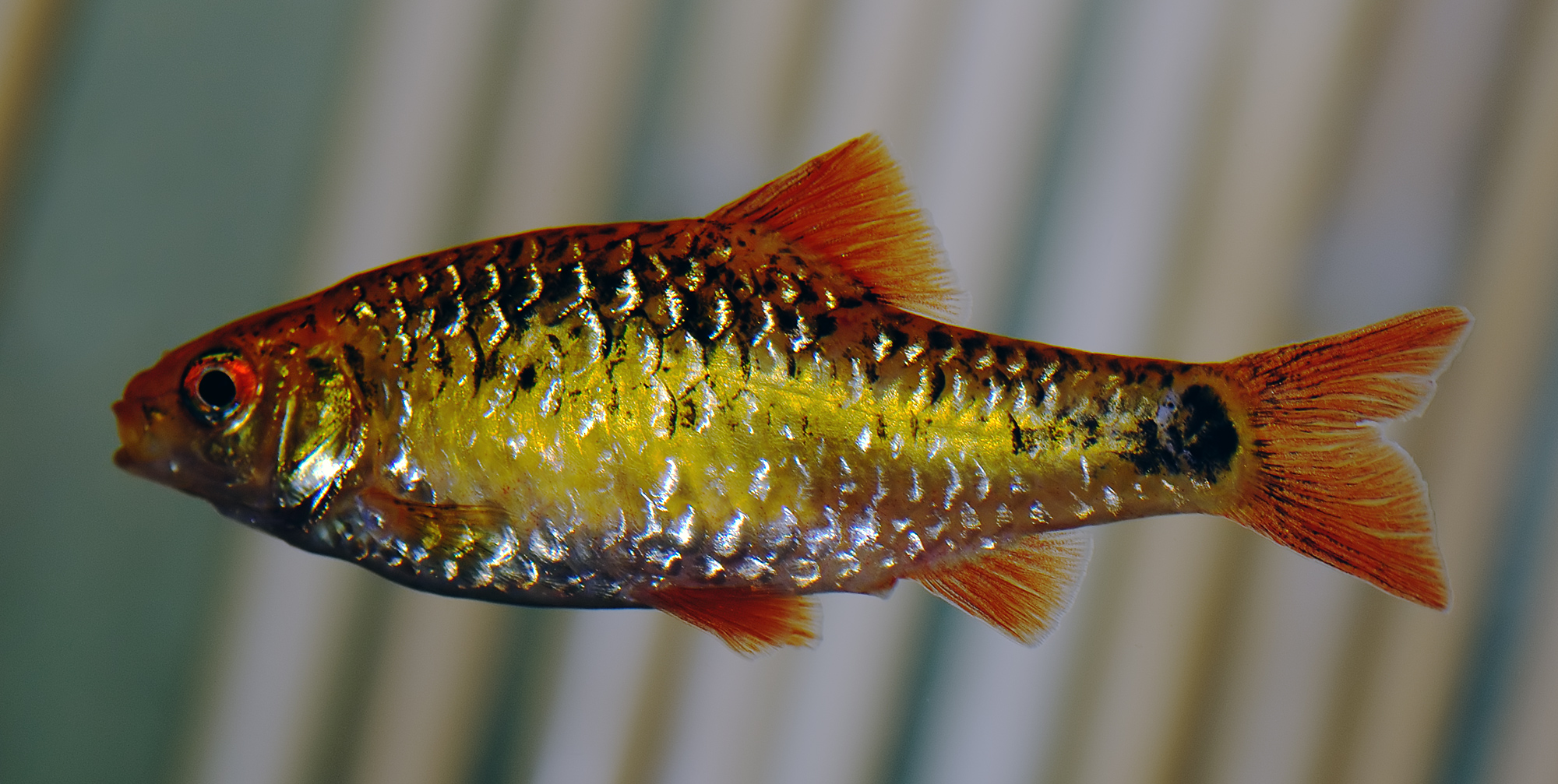
Puntius semifasciolatus

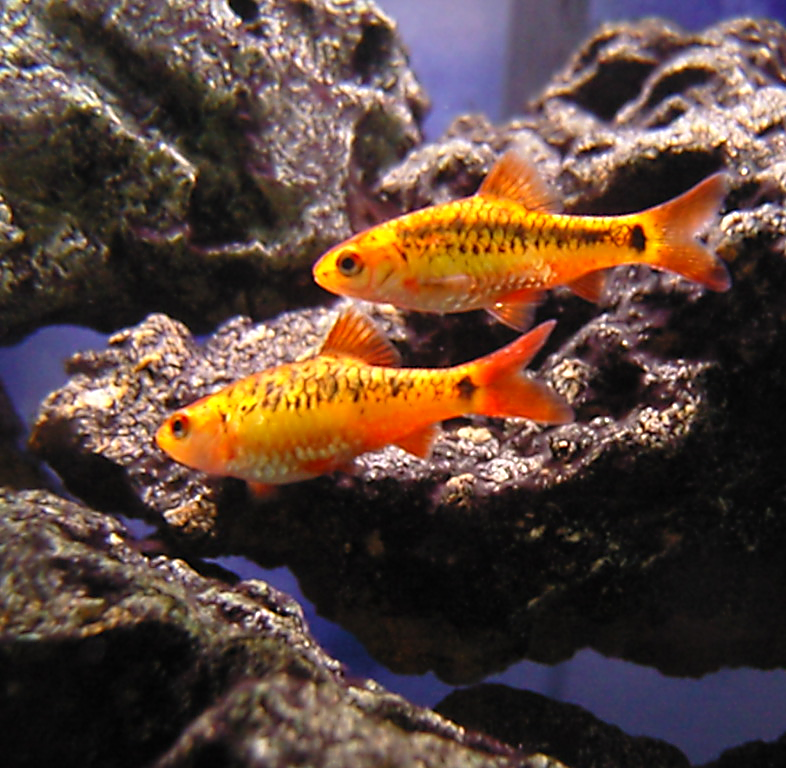
Parella de Puntius semifasciolatus

Puntius semifasciolatus és una espècie de peix cipriniforme de la família dels ciprínids.
Els mascles poden assolir els 7 cm de longitud total.
Es troba a la conca del riu Vermell (sud-oest de la Xina). També a Hainan. És una espècie popular arreu del planeta com a peix d'aquari.